# Георг Яуер
Георг Яуер (нім. Georg Jauer; нар. 25 червня 1896, Ліссен, поблизу Фрауштадт — пом. 5 серпня 1971, Грефен) — німецький воєначальник часів Третього Рейху, генерал танкових військ (1945) Вермахту. Кавалер Лицарського хреста Залізного хреста з дубовим листям (1945).

## Біографія
Георг Яуер народився 25 червня 1896 року Ліссен, поблизу Фрауштадт у прусській провінції Позен. З початком Першої світової війни 6 серпня 1914 року поступив добровольцем на військову службу у 15-й Померанський полк польової артилерії. З березня 1916 року лейтенант резерву. У листопаді 1917 року став командиром батареї. За бойові заслуги нагороджений Залізними хрестами обох ступенів.
Військова кар'єра
- 6 серпня 1914 — солдат
- 21 січня 1908 — фанен-юнкер
- 19 листопада 1908 — лейтенант резерву
- 31 липня 1925 — оберлейтенант
- 1 лютого 1931 — гауптман
- 1 грудня 1935 — майор
- 1 січня 1939 — оберстлейтенант
- 1 жовтня 1940 — оберст
- 1 квітня 1943 — генерал-майор
- 1 жовтня 1943 — генерал-лейтенант
- 15 березня 1945 — генерал танкових військ

Після завершення світової війни залишився в армії. Продовжив службу в армії Веймарської республіки на командних та штабних посадах. До початку Другої світової війни оберстлейтенант, артилерійський інструктор у відділі штабу Верховного командування сухопутних військ вермахту.
5 березня 1941 року призначений командиром 29-го артилерійського полку 29-ї моторизованої дивізії.
З початком німецько-радянської війни брав участь у боях на кордоні, згодом на центральному напрямку фронту, в Білорусі, під Смоленськом та під Москвою. Бої на тульському напрямку. У грудні 1941 року нагороджений Золотим німецьким хрестом.
У березні-листопаді 1942 року Г. Яуер командир артилерійського полку піхотної дивізії «Гроссдойчланд», бої під Ростовом, на річки Манич. У серпні 1942 р. дивізія перекинута на посилення німецького угруповання на ржевсько-вяземському виступі, де утримувала оборону в районі південніше Ржева.
У лютому 1943 року Георг Яуер став командиром 20-ї моторизованої дивізії, що у складі XXXXIII армійського корпусу билась під Великими Луками, стримуючи спробу наступу радянських військ. Наприкінці липня 1943 року дивізію перейменували на 20-ту панцергренадерську дивізію. У жовтні 1943 року Г. Яуеру присвоєне звання генерал-лейтенант.
Восени 20-та панцергренадерська дивізія вела оборонні бої південніше Києва, брала участь у контрнаступальній операції під Житомиром.
Навесні 1944 року генерал Г. Яуер успішно командував своєю дивізію в оточенні поблизу Кам'янець-Подільського. Ціною важких втрат німецьке угруповання 1-ї танкової армії генерала Г.-В. Губе прорвалось уздовж лівого берега Дністра до міста Бучач, де 7 квітня з'єдналося з військами, що наносили контрудар з району оточення. Спроба радянських військ переслідувати противника і розбити ослаблені проривом війська не увінчалася успіхом: німецькі війська зуміли нав'язати важкий 10-денний бій у районі Бучача і зупинити радянський наступ. Потім дивізія Яуера вела бої на рубежах від Львова до Кам'янкі-Бузької.
4 травня 1944 року за вміле керівництво військами, стійкість та відвагу в боях на Західній Україні удостоєний Лицарського хреста Залізного хреста.
Літом 20-та панцергренадерська дивізія на чолі з генерал-лейтенантом Г. Яуером вела бої за Львів, у східній Польщі на Віслі, поблизу Островця, Опатова. У лютому його удостоєно дубового листя до Лицарського хреста.
11 лютого 1945 року він став командиром танкового корпусу «Гроссдойчланд». 15 березня 1945 року Г. Яуеру присвоєне звання генерал танкових військ.
Командував танковим корпусом у складі 4-ї танкової армії на оборонних рубежах на Одері та Нейсе. З боями відходив до Австрії, де в травні 1945 року капітулював американським військам.
У липні 1947 року визволений з полону. Помер 5 серпня 1971 року у місті Грефен.